# Специальная ортогональная группа
Специальная ортогональная группа  — группа вещественных ортогональных матриц размера {\displaystyle n\times n} с определителем, равным 1.
Служит группой вращений {\displaystyle n}-мерного арифметического вещественного пространства.
Обычно обозначается {\displaystyle \mathrm {SO} (n)}.

## Свойства
Из определения вытекает, что специальная ортогональная группа {\displaystyle \mathrm {SO} (n)} является подгруппой ортогональной группы {\displaystyle \mathrm {O} (n)}. Обе эти группы являются группами Ли. В группе {\displaystyle \mathrm {O} (n)} специальная ортогональная группа {\displaystyle \mathrm {SO} (n)} является компонентой связности единицы.
Группа вращений в механике — {\displaystyle \mathrm {SO} (3)}, специальная ортогональная группа трёхмерного арифметического вещественного пространства.